# Anilios erycinus
Espèce
Synonymes
- Typhlops erycinus Werner, 1901
- Ramphotyphlops erycinus (Werner, 1901)
- Typhlops iridescens Jong, 1930

Anilios erycinus est une espèce de serpents de la famille des Typhlopidae.

## Répartition
Cette espèce est endémique de Nouvelle-Guinée.

## Description
L'holotype d'Anilios erycinus mesure 350 mm dont 10 mm pour la queue.

## Publication originale
- Werner, 1901 : Über reptilien und batrachier aus Ecuador und Neu-Guinea. Verhandlungen der kaiserlich-königlichen zoologisch-botanischen Gesellschaft in Wien, vol. 51, p. 593-614 (texte intégral).